# Аббас Аракчі
Сейє́д Абба́с Аракчі́ (перс. سیّد عباس عراقچی; також транслітерується як Арагчі; нар. 5 грудня 1962) — іранський дипломат та політик, який з серпня 2024 року обіймає посаду міністра закордонних справ Ірану. Раніше він обіймав посаду речника Міністерства закордонних справ, а також посла у Фінляндії та Японії.

## Особисте життя
Аракчі народився 5 грудня 1962 року в Тегерані в відомій родині торговців перськими килимами. У нього є три сестри та три брати, більшість з яких займаються торгівлею та комерцією. Його дід був торговцем килимами. Батько помер, коли йому було 17 років. Два його старші брати обіймають значні посади: один є членом ради директорів Союзу експортерів, а інший — членом Союзу продавців. Його племінник, Сейєд Ахмад Аракчі, обіймав посаду заступника голови Центрального банку Ірану з питань валютних операцій з 2017 по 2018 рік, але був звільнений та заарештований судовою владою після коливань на валютному ринку. Аракчі одружений з Бахаре Абдоллахі, у них двоє синів та дочка.

## Освіта
Аббас Аракчі здобув ступінь бакалавра з міжнародних відносин у Школі міжнародних відносин, що є афілійованою з Міністерством закордонних справ. Потім він здобув ступінь магістра з політології в Ісламському університеті Азад. Крім того, Аракчі має ступінь доктора філософії з політичної думки Кентського університету за дисертацію під назвою «Еволюція концепції політичної участі в ісламській політичній думці двадцятого століття» (1996).

## Кар'єра
Аракчі приєднався до Міністерства закордонних справ Ірану у 1989 році. На початку 1990-х років він обіймав посаду тимчасового повіреного у справах Постійного представництва Ісламської Республіки Іран при Організації Ісламської Конференції зі штаб-квартирою в Джидді, Саудівська Аравія.
До того, як стати послом, Аракчі обіймав посаду генерального директора Інституту політичних та міжнародних досліджень (IPIS). З 2004 по 2005 рік він був деканом Школи міжнародних відносин.
Він обіймав посаду посла у Фінляндії (1999—2003) та Японії (2008—2011).
Він працював колишнім заступником міністра закордонних справ з політичних питань з 2017 по 2021 рік. Раніше він обіймав посади заступника міністра у справах Азійсько-Тихоокеанського регіону та Співдружності та заступника міністра з правових та міжнародних питань. Він був головним переговірником Ірану з ядерних питань на переговорах з P5+1 в уряді Хассана Рухані.

## Міністр закордонних справ
Аракчі був номінований на посаду міністра закордонних справ президентом Масудом Пезешкіяном 11 серпня 2024 року і зрештою став міністром закордонних справ після вотуму довіри Меджлісу 21 серпня. У грудневому інтерв'ю він заявив, що «2025 рік буде важливим роком щодо ядерного питання Ірану». Це стало реакцією на майбутнє президентство Дональда Трампа в США, розмови про нові економічні санкції та падіння іранського ріала до 820 500 за долар.
У січні 2025 року Аракчі став першим міністром закордонних справ Ірану, який відвідав Афганістан з 2017 року, і першим після захоплення влади Талібаном у 2021 році.